# Позднеевка (Весёловский район)
Позднеевка — хутор в Весёловском районе Ростовской области. 
Административный центр Позднеевского сельского поселения. 

## География

### Улицы
| - ул. Большая - ул. Зеленая - ул. Кирпичная - ул. Луговая - ул. Мира - ул. Мостовая - ул. Набережная - ул. Производственная | - ул. Садовая - ул. Солнечная - ул. Соловьиная - ул. Сосновая - ул. Степная - ул. Тенистая - ул. Центральная - ул. Шоссейная | - пер. Дачный - пер. Ремонтный - пер. Речной - пер. Цветочный - пер. Школьный |

## История
В хуторе находится Братская могила советских воинов, погибших в боях за хутор в январе-феврале 1943 года и мемориальная стела памяти воинов-земляков, погибших на войне. Здесь захоронено 18 воинов и имена всех известны.
В хуторе построен храм великомученика и целителя Пантелеимона. Пятого декабря 2021 года великим чином храм освящён епископом Волгодонским и Сальским Антонием.

## Население
| 1989 | 2002  | 2010  |
| ---- | ----- | ----- |
| 934  | ↗1351 | ↘1110 |